# Saint-Yan
Saint-Yan is een gemeente in het Franse departement Saône-et-Loire (regio Bourgogne-Franche-Comté). De plaats maakt deel uit van het arrondissement Charolles. Saint-Yan telde op 1 januari 2022 1.132 inwoners. De naam verwijst naar de heilige Eugendus of Oyen van Condat (5e - 6e eeuw).

## Geografie
De oppervlakte van Saint-Yan bedroeg op 1 januari 2022 26,15 vierkante kilometer; de bevolkingsdichtheid was toen 43,3 inwoners per km².

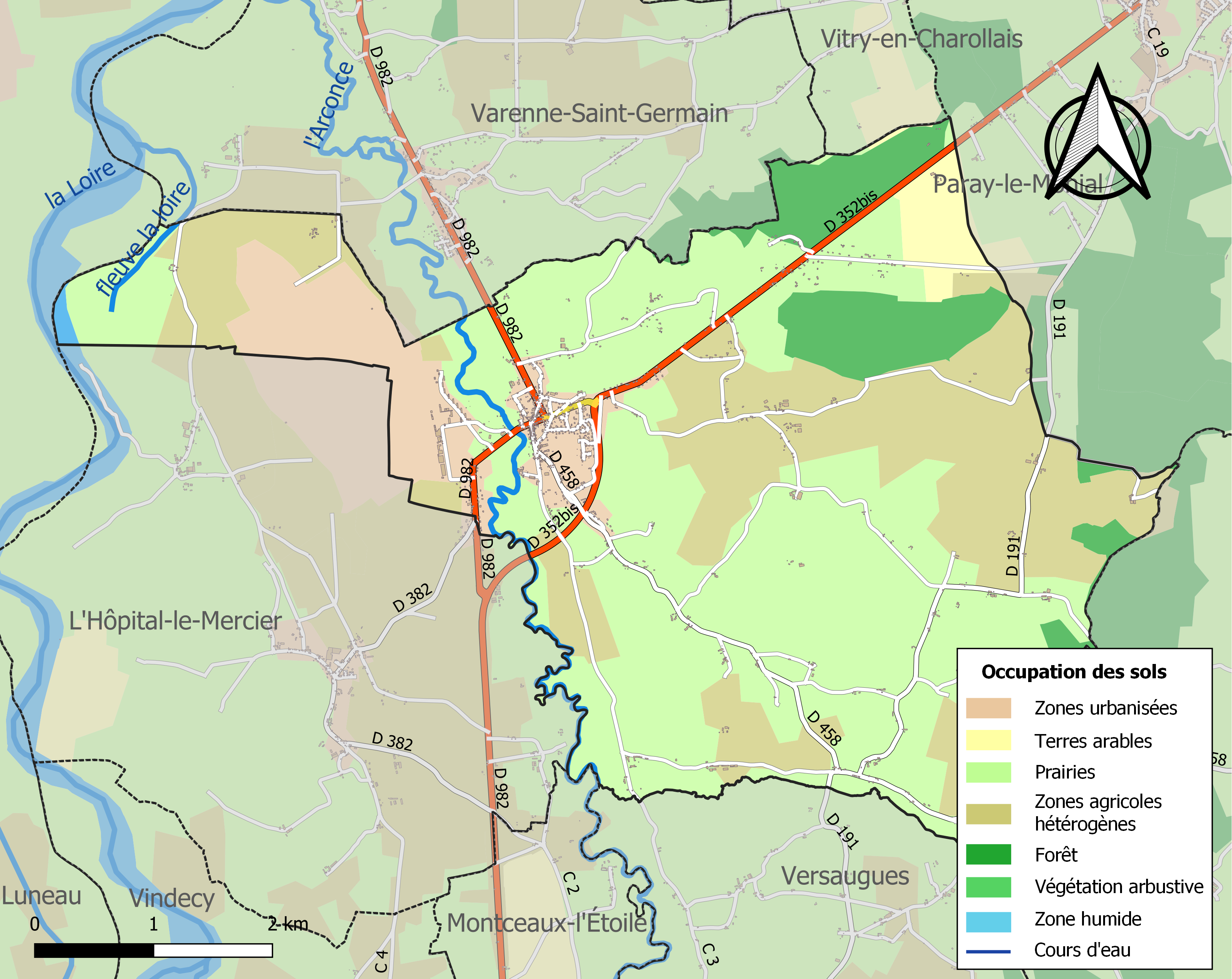
Kaart van de gemeente met de belangrijkste infrastructuur, bodemgebruik en omliggende gemeenten

## Demografie
Onderstaande figuur toont het verloop van het inwonertal (bron: INSEE-tellingen).